# Coppa del mondo di ciclocross 1996-1997
La Coppa del mondo di ciclocross 1996-1997, quarta edizione della competizione, si svolse tra il 27 ottobre 1996 ed il 19 gennaio 1997. Adrie van der Poel vinse il titolo.

## Uomini élite

### Risultati
| # | Data        | Città      | Evento                           | Vincitore           | Leader della Cl. mondiale |
| - | ----------- | ---------- | -------------------------------- | ------------------- | ------------------------- |
| 1 | 27 ottobre  | Eschenbach | Cyclo-Cross Eschenbach           | Richard Groenendaal | Richard Groenendaal       |
| 2 | 10 novembre | Prata      | Ciclocross di Prata di Pordenone | Richard Groenendaal | Richard Groenendaal       |
| 3 | 23 novembre | Praga      | Praha Cyclo-Cross                | Adrie van der Poel  | Adrie van der Poel        |
| 4 | 8 dicembre  | Nommay     | Cyclo-Cross Int. de Nommay       | Richard Groenendaal | Richard Groenendaal       |
| 5 | 22 dicembre | Koksijde   | Duinencross                      | Adrie van der Poel  | Richard Groenendaal       |
| 6 | 19 gennaio  | Heerlen    | Internationale Veldrit Heerlen   | Marc Janssens       | Adrie van der Poel        |

### Classifica generale
| Pos. | Corridore           | Punti |
| ---- | ------------------- | ----- |
| 1    | Adrie van der Poel  | 96    |
| 2    | Richard Groenendaal | 94    |
| 3    | Marc Janssens       | 64    |
| 4    | Mario De Clercq     | 54    |
| 5    | Peter Van Santvliet | 47    |
| 6    | Thomas Frischknecht | 45    |
| 7    | Wim de Vos          | 41    |
| 8    | Dieter Runkel       | 40    |
| 9    | Luca Bramati        | 37    |
| 10   | Erwin Vervecken     | 37    |